# Bandera d'Alfarràs
La bandera oficial d'Alfarràs té la següent descripció:
Bandera apaïsada, de proporcions dos d'alt per tres de llarg, blava, amb una banda d'amplada 1/9 part de l'alçària de la bandera, de color groc, posada per damunt d'una barra de la mateixa amplada, de color blanc. En el centre del drap i damunt la banda groga, una branca estilitzada de boix de llargada d'1/5 part de la bandera de color verd.
La branca de boix no surt dels marges de la banda groga.
Va ser aprovada el 16 de desembre de 1994 i publicada en el DOGC el 16 de gener de l'any següent amb el número 1998.